# 1991年—2000年載人航天飛行列表
這是一個1991年－2000年的完整載人航天飛行列表，其中包括後間的和平號空間站、太空梭計畫及國際空間站的開始。
蘇聯在1991年年底解體。從此，前蘇聯加盟組成的共和國以獨立的民族所示。
| #   | 機組人員 | 發射                                      | 連接                                      | 連接                                      | 返回                                      | 任務簡述 |
| --- | --- | ----------------------------------------- | ----------------------------------------- | ----------------------------------------- | ----------------------------------------- | --- |
| 141 | 斯蒂芬·纳格尔 (3) 肯内斯·卡梅隆 (1) 杰瑞·罗斯 (3) 杰罗姆·阿普特 (1) 琳达·戈德温 (1)                                                    | 1991年4月5日 STS-37, 亞特蘭提斯號太空梭   | 1991年4月5日 STS-37, 亞特蘭提斯號太空梭   | 1991年4月11日 STS-37, 亞特蘭提斯號太空梭  | 1991年4月11日 STS-37, 亞特蘭提斯號太空梭  | 部署康普顿伽玛射线天文台。 |
| 142 | 迈克尔·科茨 (3) 布莱恩·哈蒙德 (1) 圭恩·布鲁福德 (3) 格里高利·哈巴 (1) 理查德·赫耶布 (1) 唐纳德·麦克蒙纳格 (1) 查尔斯·维茨 (1)          | 1991年4月28日 STS-39, 發現號太空梭        | 1991年4月28日 STS-39, 發現號太空梭        | 1991年5月6日 STS-39, 發現號太空梭         | 1991年5月6日 STS-39, 發現號太空梭         | 美國國防部任務。分類部分有效載荷，包括各種科學實驗和觀測。 |
| 143 | 海倫·沙曼 | 1991年5月18日 联盟TM-12                   | 和平号空间站                              | 和平号空间站                              | 1991年5月26日 联盟TM-11                   | 和平號太空站機組人員輪換。生命科學實驗。首個到太空的英國人。首個到太空的歐洲女人。 |
| 143 | 阿纳托利·阿尔采巴尔斯基 | 1991年5月18日 联盟TM-12                   | 和平号空间站                              | 和平号空间站                              | 1991年10月10日 联盟TM-12                  | 和平號太空站機組人員輪換。生命科學實驗。首個到太空的英國人。首個到太空的歐洲女人。 |
| 143 | 谢尔盖·康斯坦丁诺维奇·克里卡廖夫 (2)                                                                                                   | 1991年5月18日 联盟TM-12                   | 和平号空间站                              | 和平号空间站                              | 1992年3月25日 联盟TM-13                   | 和平號太空站機組人員輪換。生命科學實驗。首個到太空的英國人。首個到太空的歐洲女人。 |
| 144 | 布赖恩·奥康纳 (2) 西德尼·古蒂雷兹 (1) 詹姆斯·巴吉安 (2) 塔玛拉·J·杰尼根 (1) 里娅·塞顿 (2) 德鲁·加夫尼 米莉·休斯-富尔福                 | 1991年6月5日 STS-40, 哥倫比亞號太空梭     | 1991年6月5日 STS-40, 哥倫比亞號太空梭     | 1991年6月14日 STS-40, 哥倫比亞號太空梭    | 1991年6月14日 STS-40, 哥倫比亞號太空梭    | 太空實驗室生命科學任務，研究人類、老鼠和水母 |
| 145 | 约翰·布莱哈 (3) 迈克尔·A·贝克 (1) 珊农·露茜德 (3) 詹姆斯·亚当森 (2) 大卫·洛 (2)                                                        | 1991年8月2日 STS-43, 亞特蘭提斯號太空梭   | 1991年8月2日 STS-43, 亞特蘭提斯號太空梭   | 1991年8月11日 STS-43, 亞特蘭提斯號太空梭  | 1991年8月11日 STS-43, 亞特蘭提斯號太空梭  | 部署追蹤及資料傳輸衛星-5。 |
| 146 | 约翰·克雷顿 (3) 肯内斯·雷特勒 (1) 詹姆斯·布克利 (4) 查尔斯·格马尔 (2) 马克·布朗 (2)                                                    | 1991年9月12日 STS-48, 發現號太空梭        | 1991年9月12日 STS-48, 發現號太空梭        | 1991年9月18日 STS-48, 發現號太空梭        | 1991年9月18日 STS-48, 發現號太空梭        | 部署高层大气研究卫星 (UARS)。 |
| 147 | 托克塔尔·奥巴基洛夫 弗朗茨·菲伯克 | 1991年10月2日 联盟TM-13                   | 和平号空间站                              | 和平号空间站                              | 1991年10月10日 联盟TM-12                  | 和平號太空站機組人員輪換。首個到太空的哈薩克人。首個到太空的奧地利人。 |
| 147 | 亚历山大·亚历山德罗维奇·沃尔科夫 (3)                                                                                                   | 1991年10月2日 联盟TM-13                   | 和平号空间站                              | 和平号空间站                              | 1992年3月25日 联盟TM-13                   | 和平號太空站機組人員輪換。首個到太空的哈薩克人。首個到太空的奧地利人。 |
| 148 | 弗雷德里克·格里高利 (3) 特伦斯·T·亨里克斯 (1) 斯多里·马斯格雷夫 (4) 马里奥·伦科 (1) 詹姆斯·沃斯 (1) 托马斯·亨宁                        | 1991年11月24日 STS-44, 亞特蘭提斯號太空梭 | 1991年11月24日 STS-44, 亞特蘭提斯號太空梭 | 1991年12月1日 STS-44, 亞特蘭提斯號太空梭  | 1991年12月1日 STS-44, 亞特蘭提斯號太空梭  | 美國國防部任務。部署國防支援計劃 (DSP) 衛星。 |
| 149 | 罗纳德·格莱伯 (3) 斯蒂芬·奥斯瓦尔德 (1) 诺曼·萨加德 (4) 大卫·希尔默斯 (4) 威廉·雷迪 (1) 罗伯塔·邦达尔 乌尔夫·默博尔德 (2)              | 1992年1月22日 STS-42, 發現號太空梭        | 1992年1月22日 STS-42, 發現號太空梭        | 1992年1月30日 STS-42, 發現號太空梭        | 1992年1月30日 STS-42, 發現號太空梭        | 國際微重力實驗室-1 (IML-1)。生命科學和材料加工實驗。首個到太空的加拿大女人。 |
| 150 | 克劳斯-迪特里希·弗拉德 | 1992年3月17日 联盟TM-14                   | 和平号空间站                              | 和平号空间站                              | 1992年3月25日 联盟TM-13                   | 蘇聯解體後首個聯盟號任務。 |
| 150 | 亚历山大·维克托连科 (3) 亚历山大·卡列里 (1)                                                                                            | 1992年3月17日 联盟TM-14                   | 和平号空间站                              | 和平号空间站                              | 1992年8月10日 联盟TM-14                   | 蘇聯解體後首個聯盟號任務。 |
| 151 | 查尔斯·伯尔登 (3) 布莱恩·达菲 (1) 凯瑟琳·苏利文 (3) 大卫·里茨马 (3) 迈克尔·福奥勒 (1) 拜伦·利希滕贝格 (2) 德克·弗里穆特                | 1992年3月24日 STS-45, 亞特蘭提斯號太空梭  | 1992年3月24日 STS-45, 亞特蘭提斯號太空梭  | 1992年4月2日 STS-45, 亞特蘭提斯號太空梭   | 1992年4月2日 STS-45, 亞特蘭提斯號太空梭   | Atmospheric Laboratory for Applications and Science (ATLAS-1): 在太空的國際實驗及天文研究。首個到太空的比利時人。                                                                                         |
| 152 | 丹尼尔·布兰登斯坦 (4) 凯文·齐尔顿 (1) 皮埃尔·苏厄特 (2) 凯瑟琳·索恩顿 (2) 理查德·赫耶布 (2) 托马斯·埃克斯 (2) 布鲁斯·梅尔尼克 (2)      | 1992年5月7日 STS-49, 奮進號太空梭         | 1992年5月7日 STS-49, 奮進號太空梭         | 1992年5月16日 STS-49, 奮進號太空梭        | 1992年5月16日 STS-49, 奮進號太空梭        | 檢索和重新部署INTELSAT VI (F-3) 衛星。示範維護和裝配自由号空间站的能力。 |
| 153 | 理查德·理查兹 (3) 肯·鲍尔索克斯 (1) 波妮·唐巴尔 (3) 劳伦斯·德卢卡斯 埃伦·贝克 (2) 卡尔·米德 (2) 鄭有州                                 | 1992年6月25日 STS-50, 哥倫比亞號太空梭    | 1992年6月25日 STS-50, 哥倫比亞號太空梭    | 1992年7月9日 STS-50, 哥倫比亞號太空梭     | 1992年7月9日 STS-50, 哥倫比亞號太空梭     | 美國微重力實驗室-I (USML-1): 各種微重力實驗。 |
| 154 | 米歇尔·托尼尼 (1) | 1992年7月27日 联盟TM-15                   | 和平号空间站                              | 和平号空间站                              | 1992年8月10日 联盟TM-14                   | 和平號太空站機組人員輪換。 |
| 154 | 阿纳托利·索洛维约夫 (3) 谢尔盖·阿夫杰耶夫 (1)                                                                                          | 1992年7月27日 联盟TM-15                   | 和平号空间站                              | 和平号空间站                              | 1993年2月1日 联盟TM-15                    | 和平號太空站機組人員輪換。 |
| 155 | 罗伦·施里弗 (3) 安德鲁·M·艾伦 (1) 杰弗利·霍夫曼 (3) 張福林 (3) 克劳德·尼科里埃尔 (1) 玛莎·埃文斯 (2) 佛朗哥·马莱尔巴                   | 1992年7月31日 STS-46, 亞特蘭提斯號太空梭  | 1992年7月31日 STS-46, 亞特蘭提斯號太空梭  | 1992年8月8日 STS-46, 亞特蘭提斯號太空梭   | 1992年8月8日 STS-46, 亞特蘭提斯號太空梭   | 部署歐洲太空總署的European Retrievable arrier。部署聯合美國航天局/意大利航天局 Tethered Satellite System (TSS) (失敗). 首個到太空的瑞士人。首個到太空的意大利人。                                         |
| 156 | 罗伯特·吉布森 (4) 柯提斯·布朗 (1) 马克·C·李 (2) 贾恩·戴维斯 (1) 杰罗姆·阿普特 (2) 梅·杰米森 毛利衛 (1)                                 | 1992年9月12日 STS-47, 奮進號太空梭        | 1992年9月12日 STS-47, 奮進號太空梭        | 1992年9月20日 STS-47, 奮進號太空梭        | 1992年9月20日 STS-47, 奮進號太空梭        | 第50次太空梭任務。聯合美國航天局及NASDA的任務。進行材料和生命科學的微重力調查。首個到太空的非裔美國女人。                                                                                                 |
| 157 | 吉姆·韦瑟比 (2) 迈克尔·A·贝克 (2) 查尔斯·维茨 (2) 威廉·薛佛 (3) 塔玛拉·J·杰尼根 (2) 史蒂夫·麦克莱恩 (1)                                | 1992年10月22日 STS-52, 哥倫比亞號太空梭   | 1992年10月22日 STS-52, 哥倫比亞號太空梭   | 1992年11月1日 STS-52, 哥倫比亞號太空梭    | 1992年11月1日 STS-52, 哥倫比亞號太空梭    | 部署激光地球動力學衛星 II (LAGEOS-II)。美國微重力有效載荷-1 (USMP-1): 物理實驗。 |
| 158 | 大卫·沃克 (3) 罗伯特·卡巴纳 (2) 圭恩·布鲁福德 (4) 詹姆斯·沃斯 (2) 迈克尔·R·克利福德 (1)                                                | 1992年12月2日 STS-53, 發現號太空梭        | 1992年12月2日 STS-53, 發現號太空梭        | 1992年12月9日 STS-53, 發現號太空梭        | 1992年12月9日 STS-53, 發現號太空梭        | Classified US Department of Defense primary payload, reportedly a reconnaissance satellite. Miscellaneous unclassified science experiments.                                                               |
| 159 | 约翰·卡斯帕 (2) 唐纳德·麦克蒙纳格 (2) 马里奥·伦科 (2) 格里高利·哈巴 (2) 蘇珊·珍·赫爾姆斯 (1)                                           | 1993年1月13日 STS-54, 奮進號太空梭        | 1993年1月13日 STS-54, 奮進號太空梭        | 1993年1月19日 STS-54, 奮進號太空梭        | 1993年1月19日 STS-54, 奮進號太空梭        | Deployment of fifth 追蹤及資料傳輸衛星 (TDRS-F). Diffuse X-ray Spectrometer (DXS) and microgravity experiments.                                                                                           |
| 160 | 根纳季·马纳科夫 (2) 亚历山大·波列修克                                                                                                  | 1993年1月24日 联盟TM-16                   | 和平号空间站                              | 和平号空间站                              | 1993年7月22日 联盟TM-16                   | Docking system tests. |
| 161 | 肯内斯·卡梅隆 (2) 斯蒂芬·奥斯瓦尔德 (2) 迈克尔·福奥勒 (2) 肯尼斯·科克雷尔 (1) 艾伦·奥乔亚 (1)                                          | 1993年4月8日 STS-56, 發現號太空梭         | 1993年4月8日 STS-56, 發現號太空梭         | 1993年4月17日 STS-56, 發現號太空梭        | 1993年4月17日 STS-56, 發現號太空梭        | Atmospheric Laboratory for Applications and Science-2 (ATLAS-2). Atmospheric and solar science research.                                                                                                  |
| 162 | 斯蒂芬·纳格尔 (4) 特伦斯·T·亨里克斯 (2) 杰瑞·罗斯 (4) 查尔斯·普勒科特 (1) 小伯纳德·A·哈里斯 (1) 烏爾里希·瓦爾特 汉斯·施勒格尔 (1)      | 1993年4月26日 STS-55, 哥倫比亞號太空梭    | 1993年4月26日 STS-55, 哥倫比亞號太空梭    | 1993年5月6日 STS-55, 哥倫比亞號太空梭     | 1993年5月6日 STS-55, 哥倫比亞號太空梭     | German-sponsored 太空實驗室 flight: miscellaneous science experiments. |
| 163 | 罗纳德·格莱伯 (4) 布莱恩·达菲 (2) 大卫·洛 (3) 南希·柯里 (1) 彼得·维索夫 (1) 简妮丝·沃斯 (1)                                            | 1993年6月21日 STS-57, 奮進號太空梭        | 1993年6月21日 STS-57, 奮進號太空梭        | 1993年7月1日 STS-57, 奮進號太空梭         | 1993年7月1日 STS-57, 奮進號太空梭         | First 天文科技公司 flight: biomedical and materials sciences experiments. Retrieval of ESA's European Retrievable Carrier (European Retrievable Carrier).                                                 |
| 164 | 讓-皮埃爾·艾涅爾 (1) | 1993年7月1日 联盟TM-17                    | 和平号空间站                              | 和平号空间站                              | 1993年7月22日 联盟TM-16                   | 和平號太空站機組人員輪換。 |
| 164 | 瓦西里·齐布利耶夫 (1) 亚历山大·谢列布罗夫 (4)                                                                                          | 1993年7月1日 联盟TM-17                    | 和平号空间站                              | 和平号空间站                              | 1994年1月13日 联盟TM-17                   | 和平號太空站機組人員輪換。 |
| 165 | 弗兰克·卡伯特森 (2) 威廉·雷迪 (2) 詹姆斯·纽曼 (1) 丹尼尔·博斯奇 (1) 卡尔·沃尔兹 (1)                                                    | 1993年9月12日 STS-51, 發現號太空梭        | 1993年9月12日 STS-51, 發現號太空梭        | 1993年9月22日 STS-51, 發現號太空梭        | 1993年9月22日 STS-51, 發現號太空梭        | Deployment of Advanced Communications Technology Satellite (ACTS). Ultraviolet astronomical observations.                                                                                                 |
| 166 | 约翰·布莱哈 (4) 理查德·塞福斯 (1) 里娅·塞顿 (3) 威廉·麦克阿瑟 (1) 大卫·沃夫 (1) 珊农·露茜德 (4) 马丁·费特曼                            | 1993年10月18日 STS-58, 哥倫比亞號太空梭   | 1993年10月18日 STS-58, 哥倫比亞號太空梭   | 1993年11月1日 STS-58, 哥倫比亞號太空梭    | 1993年11月1日 STS-58, 哥倫比亞號太空梭    | 太空實驗室 life sciences mission. |
| 167 | 理查德·科维 (4) 肯·鲍尔索克斯 (2) 斯多里·马斯格雷夫 (5) 凯瑟琳·索恩顿 (3) 克劳德·尼科里埃尔 (2) 杰弗利·霍夫曼 (4) 托马斯·埃克斯 (3)    | 1993年12月2日 STS-61, 奮進號太空梭        | 1993年12月2日 STS-61, 奮進號太空梭        | 1993年12月13日 STS-61, 奮進號太空梭       | 1993年12月13日 STS-61, 奮進號太空梭       | First 哈勃空间望远镜 repair servicing mission. |
| 168 | 维克托·米哈伊洛维奇·阿法纳西耶夫 (2) 尤里·乌萨切夫 (1)                                                                                 | 1994年1月8日 联盟TM-18                    | 和平号空间站                              | 和平号空间站                              | 1994年7月9日 联盟TM-18                    | 和平號太空站機組人員輪換。 |
| 168 | 瓦列里·波利亚科夫 (2) | 1994年1月8日 联盟TM-18                    | 和平号空间站                              | 和平号空间站                              | 1995年3月22日 联盟TM-20                   | 和平號太空站機組人員輪換。 |
| 169 | 查尔斯·伯尔登 (4) 肯内斯·雷特勒 (2) 贾恩·戴维斯 (2) 罗纳德·塞加 (1) 張福林 (4) 谢尔盖·康斯坦丁诺维奇·克里卡廖夫 (3)                    | 1994年2月3日 STS-60, 發現號太空梭         | 1994年2月3日 STS-60, 發現號太空梭         | 1994年2月11日 STS-60, 發現號太空梭        | 1994年2月11日 STS-60, 發現號太空梭        | 天文科技公司-2: materials science and life sciences investigations. Wake Shield Facility-1 deployment. Medical and radiological investigations. First Russian to fly aboard the Space Shuttle (Krikalev). |
| 170 | 约翰·卡斯帕 (3) 安德鲁·M·艾伦 (2) 皮埃尔·苏厄特 (3) 查尔斯·格马尔 (3) 玛莎·埃文斯 (3)                                                  | 1994年3月4日 STS-62, 哥倫比亞號太空梭     | 1994年3月4日 STS-62, 哥倫比亞號太空梭     | 1994年3月18日 STS-62, 哥倫比亞號太空梭    | 1994年3月18日 STS-62, 哥倫比亞號太空梭    | Miscellaneous scientific experiments. |
| 171 | 西德尼·古蒂雷兹 (2) 凯文·齐尔顿 (2) 琳达·戈德温 (2) 杰罗姆·阿普特 (3) 迈克尔·R·克利福德 (2) 托馬斯·大衛·瓊斯 (1)                       | 1994年4月9日 STS-59, 奮進號太空梭         | 1994年4月9日 STS-59, 奮進號太空梭         | 1994年4月20日 STS-59, 奮進號太空梭        | 1994年4月20日 STS-59, 奮進號太空梭        | Radar mapping of Earth and atmospheric research. |
| 172 | 尤里·马连琴科 (1) 塔尔加特·穆萨巴耶夫 (1)                                                                                              | 1994年7月3日 联盟TM-19                    | 和平号空间站                              | 和平号空间站                              | 1994年11月4日 联盟TM-19                   | Medical and materials science experiments. Mir repairs. |
| 173 | 罗伯特·卡巴纳 (3) 詹姆斯·海塞尔 (1) 理查德·赫耶布 (3) 卡尔·沃尔兹 (2) 焦立中 (1) 唐纳德·托马斯 (1) 向井千秋 (1)                        | 1994年7月8日 STS-65, 哥倫比亞號太空梭     | 1994年7月8日 STS-65, 哥倫比亞號太空梭     | 1994年7月23日 STS-65, 哥倫比亞號太空梭    | 1994年7月23日 STS-65, 哥倫比亞號太空梭    | International Microgravity Laboratory-2: miscellaneous microgravity experiments. First Japanese woman in space (Naito-Mukai).                                                                             |
| 174 | 理查德·理查兹 (4) 布莱恩·哈蒙德 (2) 杰瑞·林恩格 (1) 蘇珊·珍·赫爾姆斯 (2) 卡尔·米德 (3) 马克·C·李 (3)                                   | 1994年9月9日 STS-64, 發現號太空梭         | 1994年9月9日 STS-64, 發現號太空梭         | 1994年9月20日 STS-64, 發現號太空梭        | 1994年9月20日 STS-64, 發現號太空梭        | Atmospheric and solar observations. |
| 175 | 迈克尔·A·贝克 (3) 泰伦斯·威尔卡特 (1) 托馬斯·大衛·瓊斯 (2) 史蒂文·史密斯 (1) 丹尼尔·博斯奇 (2) 彼得·维索夫 (2)                         | 1994年9月30日 STS-68, 奮進號太空梭        | 1994年9月30日 STS-68, 奮進號太空梭        | 1994年10月11日 STS-68, 奮進號太空梭       | 1994年10月11日 STS-68, 奮進號太空梭       | Radar imaging of Earth. |
| 176 | 乌尔夫·默博尔德 (3) | 1994年10月4日 联盟TM-20                   | 和平号空间站                              | 和平号空间站                              | 1994年11月4日 联盟TM-19                   | 和平號太空站機組人員輪換。 |
| 176 | 亚历山大·维克托连科 (4) 叶莲娜·孔达科娃 (1)                                                                                            | 1994年10月4日 联盟TM-20                   | 和平号空间站                              | 和平号空间站                              | 1995年3月22日 联盟TM-20                   | 和平號太空站機組人員輪換。 |
| 177 | 唐纳德·麦克蒙纳格 (3) 柯提斯·布朗 (2) 艾伦·奥乔亚 (2) 斯科特·帕拉津斯基 (1) 约瑟夫·坦纳 (1) 让-弗朗索瓦·克莱瓦 (1)                     | 1994年11月3日 STS-66, 亞特蘭提斯號太空梭  | 1994年11月3日 STS-66, 亞特蘭提斯號太空梭  | 1994年11月14日 STS-66, 亞特蘭提斯號太空梭 | 1994年11月14日 STS-66, 亞特蘭提斯號太空梭 | Atmospheric research. |
| 178 | 吉姆·韦瑟比 (3) 艾琳·科林斯 (1) 迈克尔·福奥勒 (3) 简妮丝·沃斯 (2) 小伯纳德·A·哈里斯 (2) 弗拉基米尔·格奥尔基耶维奇·季托夫 (3)           | 1995年2月3日 STS-63, 發現號太空梭         | 1995年2月3日 STS-63, 發現號太空梭         | 1995年2月11日 STS-63, 發現號太空梭        | 1995年2月11日 STS-63, 發現號太空梭        | Rendezvous maneuver with Mir. First female pilot (Collins). 天文科技公司-3: miscellaneous science experiments. First 舱外活动 by an African-American astronaut (Harris).                                  |
| 179 | 斯蒂芬·奥斯瓦尔德 (3) 威廉·格雷戈里 塔玛拉·J·杰尼根 (3) 约翰·格伦斯菲尔德 (1) 威迪·劳伦斯 (1) 罗纳德·帕里斯 (2) 塞缪尔·杜兰斯 (2)      | 1995年3月2日 STS-67, 奮進號太空梭         | 1995年3月2日 STS-67, 奮進號太空梭         | 1995年3月18日 STS-67, 奮進號太空梭        | 1995年3月18日 STS-67, 奮進號太空梭        | Ultraviolet astronomy studies. |
| 180 | 诺曼·萨加德 (5) 弗拉基米尔·杰茹罗夫 (1) 根纳季·斯特列卡洛夫 (5)                                                                        | 1995年3月14日 聯盟TM-21                   | 和平号空间站                              | 和平号空间站                              | 1995年7月7日 STS-71, 亞特蘭提斯號太空梭   | First American to visit Mir (Thagard). |
| 181 | 罗伯特·吉布森 (5) 查尔斯·普勒科特 (2) 埃伦·贝克 (3) 波妮·唐巴尔 (4) 格里高利·哈巴 (3)                                                  | 1995年6月27日 STS-71, 亞特蘭提斯號太空梭  | 和平号空间站                              | 和平号空间站                              | 1995年7月7日 STS-71, 亞特蘭提斯號太空梭   | First Shuttle-Mir docking. Biomedical experiments. Mir crew rotation and resupply. |
| 181 | 阿纳托利·索洛维约夫 (4) 尼古拉·布达林 (1)                                                                                              | 1995年6月27日 STS-71, 亞特蘭提斯號太空梭  | 和平号空间站                              | 和平号空间站                              | 1995年9月11日 聯盟TM-21                   | First Shuttle-Mir docking. Biomedical experiments. Mir crew rotation and resupply. |
| 182 | 特伦斯·T·亨里克斯 (3) 凯文·克雷格尔 (1) 南希·柯里 (2) 唐纳德·托马斯 (2) 玛丽·韦伯 (1)                                                  | 1995年7月13日 STS-70, 發現號太空梭        | 1995年7月13日 STS-70, 發現號太空梭        | 1995年7月22日 STS-70, 發現號太空梭        | 1995年7月22日 STS-70, 發現號太空梭        | Deployment of 7th 追蹤及資料傳輸衛星 (TDRS). Biological and biomedical studies. |
| 183 | 谢尔盖·阿夫杰耶夫 (2) 尤里·吉德津科 (1) 托马斯·莱特尔 (1)                                                                              | 1995年9月3日 联盟TM-22                    | 和平号空间站                              | 和平号空间站                              | 1996年2月29日 联盟TM-22                   | 和平號太空站機組人員輪換。 First 舱外活动 by a German cosmonaut (Reiter). |
| 184 | 大卫·沃克 (4) 肯尼斯·科克雷尔 (2) 詹姆斯·沃斯 (3) 詹姆斯·纽曼 (2) 迈克尔·格恩哈特 (1)                                                  | 1995年9月7日 STS-69, 奮進號太空梭         | 1995年9月7日 STS-69, 奮進號太空梭         | 1995年9月18日 STS-69, 奮進號太空梭        | 1995年9月18日 STS-69, 奮進號太空梭        | Solar observations. Wake Shield Facility-2 deployment. |
| 185 | 肯·鲍尔索克斯 (3) 肯特·罗明杰 (1) 凯瑟琳·索恩顿 (4) 凯瑟琳·科尔曼 (1) 迈克尔·洛佩斯·阿莱格里亚 (1) 弗雷德里克·莱斯利 阿尔伯特·薩科     | 1995年10月20日 STS-73, 哥倫比亞號太空梭   | 1995年10月20日 STS-73, 哥倫比亞號太空梭   | 1995年11月5日 STS-73, 哥倫比亞號太空梭    | 1995年11月5日 STS-73, 哥倫比亞號太空梭    | Microgravity experiments. |
| 186 | 肯内斯·卡梅隆 (3) 詹姆斯·海塞尔 (2) 杰瑞·罗斯 (5) 威廉·麦克阿瑟 (2) 克里斯·哈德菲爾 (1)                                                | 1995年11月12日 STS-74, 亞特蘭提斯號太空梭 | 和平号空间站                              | 和平号空间站                              | 1995年11月20日 STS-74, 亞特蘭提斯號太空梭 | Second Shuttle-Mir docking. Delivery of Russian docking module and solar arrays. |
| 187 | 布莱恩·达菲 (3) 小布伦特·杰特 (1) 焦立中 (2) 丹尼尔·T·巴里 (1) 温斯顿·斯科特 (1) 若田光一 (1)                                          | 1996年1月11日 STS-72, 奮進號太空梭        | 1996年1月11日 STS-72, 奮進號太空梭        | 1996年1月20日 STS-72, 奮進號太空梭        | 1996年1月20日 STS-72, 奮進號太空梭        | Capture and return to Earth of Space Flyer Unit (Japanese microgravity research spacecraft). |
| 188 | 尤里·奥努夫里恩科 (1) 尤里·乌萨切夫 (2)                                                                                                | 1996年2月21日 联盟TM-23                   | 和平号空间站                              | 和平号空间站                              | 1996年9月2日 联盟TM-23                    | |
| 189 | 安德鲁·M·艾伦 (3) 斯科特·赫罗威兹 (1) 張福林 (5) 毛里齐奥·切利 杰弗利·霍夫曼 (5) 克劳德·尼科里埃尔 (3) 翁贝托·圭多尼 (1)               | 1996年2月22日 STS-75, 哥倫比亞號太空梭    | 1996年2月22日 STS-75, 哥倫比亞號太空梭    | 1996年3月9日 STS-75, 哥倫比亞號太空梭     | 1996年3月9日 STS-75, 哥倫比亞號太空梭     | Deployment of Tethered Satellite System (TSS-1R) (reflight, partial success). Microgravity research. |
| 190 | 凯文·齐尔顿 (3) 理查德·塞福斯 (2) 琳达·戈德温 (3) 迈克尔·R·克利福德 (3) 罗纳德·塞加 (2)                                                | 1996年3月22日 STS-76, 亞特蘭提斯號太空梭  | 和平号空间站                              | 和平号空间站                              | 1996年3月31日 STS-76, 亞特蘭提斯號太空梭  | Mir crew rotation and resupply. First American woman on Mir (Lucid). |
| 190 | 珊农·露茜德 (5) | 1996年3月22日 STS-76, 亞特蘭提斯號太空梭  | 和平号空间站                              | 和平号空间站                              | 1996年9月26日 STS-79, 亞特蘭提斯號太空梭  | Mir crew rotation and resupply. First American woman on Mir (Lucid). |
| 191 | 约翰·卡斯帕 (4) 柯提斯·布朗 (3) 丹尼尔·博斯奇 (3) 马里奥·伦科 (3) 馬克·加諾 (2) 安德鲁·托马斯 (1)                                      | 1996年5月19日 STS-77, 奮進號太空梭        | 1996年5月19日 STS-77, 奮進號太空梭        | 1996年5月29日 STS-77, 奮進號太空梭        | 1996年5月29日 STS-77, 奮進號太空梭        | 天文科技公司-4: miscellaneous science experiments. Deployment of Spartan-207/IAE (Inflatable Antenna Experiment) satellite. Rendezvous with experimental satellite.                                       |
| 192 | 特伦斯·T·亨里克斯 (4) 凯文·克雷格尔 (2) 蘇珊·珍·赫爾姆斯 (3) 理查德·林奈 (1) 小查尔斯·E·布雷迪 吉恩-杰克斯·费维尔 罗伯特·瑟斯克 (1)    | 1996年6月20日 STS-78, 哥倫比亞號太空梭    | 1996年6月20日 STS-78, 哥倫比亞號太空梭    | 1996年7月7日 STS-78, 哥倫比亞號太空梭     | 1996年7月7日 STS-78, 哥倫比亞號太空梭     | Microgravity, human physiology and life sciences research. |
| 193 | 克洛迪·艾涅尔 (1) | 1996年8月18日 联盟TM-24                   | 和平号空间站                              | 和平号空间站                              | 1996年9月2日 联盟TM-23                    | 和平號太空站機組人員輪換。 Biological and medical experiments. First Frenchwoman in space (Andre-Deshays).                                                                                                |
| 193 | 瓦列里·科尔尊 (1) 亚历山大·卡列里 (2)                                                                                                  | 1996年8月18日 联盟TM-24                   | 和平号空间站                              | 和平号空间站                              | 1997年3月2日 联盟TM-24                    | 和平號太空站機組人員輪換。 Biological and medical experiments. First Frenchwoman in space (Andre-Deshays).                                                                                                |
| 194 | 威廉·雷迪 (3) 泰伦斯·威尔卡特 (2) 托马斯·埃克斯 (4) 杰罗姆·阿普特 (4) 卡尔·沃尔兹 (3)                                                  | 1996年9月16日 STS-79, 亞特蘭提斯號太空梭  | 和平号空间站                              | 和平号空间站                              | 1996年9月26日 STS-79, 亞特蘭提斯號太空梭  | Mir crew rotation and resupply. Miscellaneous scientific experiments. |
| 194 | 约翰·布莱哈 (5) | 1996年9月16日 STS-79, 亞特蘭提斯號太空梭  | 和平号空间站                              | 和平号空间站                              | 1997年1月22日 STS-81, 亞特蘭提斯號太空梭  | Mir crew rotation and resupply. Miscellaneous scientific experiments. |
| 195 | 肯尼斯·科克雷尔 (3) 肯特·罗明杰 (2) 塔玛拉·J·杰尼根 (4) 托馬斯·大衛·瓊斯 (3) 斯多里·马斯格雷夫 (6)                                     | 1996年11月19日 STS-80, 哥倫比亞號太空梭   | 1996年11月19日 STS-80, 哥倫比亞號太空梭   | 1996年12月7日 STS-80, 哥倫比亞號太空梭    | 1996年12月7日 STS-80, 哥倫比亞號太空梭    | Deployment and retrieval of Wake Shield Facility and German-built Orbiting and Retrievable Far and Extreme Ultraviolet Spectrograph-Shuttle pallet satellite II (ORFEUS-SPAS II).                         |
| 196 | 迈克尔·A·贝克 (4) 小布伦特·杰特 (2) 约翰·格伦斯菲尔德 (2) 玛莎·埃文斯 (4) 彼得·维索夫 (3)                                              | 1997年1月12日 STS-81, 亞特蘭提斯號太空梭  | 和平号空间站                              | 和平号空间站                              | 1997年1月22日 STS-81, 亞特蘭提斯號太空梭  | Mir crew rotation and resupply. |
| 196 | 杰瑞·林恩格 (2) | 1997年1月12日 STS-81, 亞特蘭提斯號太空梭  | 和平号空间站                              | 和平号空间站                              | 1997年5月24日 STS-84, 亞特蘭提斯號太空梭  | Mir crew rotation and resupply. |
| 197 | 莱因霍尔德·埃瓦尔德 | 1997年2月10日 联盟TM-25                   | 和平号空间站                              | 和平号空间站                              | 1997年3月2日 联盟TM-24                    | Mir crew rotation and resupply. |
| 197 | 瓦西里·齐布利耶夫 (2) 亚历山大·拉祖特金                                                                                                | 1997年2月10日 联盟TM-25                   | 和平号空间站                              | 和平号空间站                              | 1997年8月14日 联盟TM-25                   | Mir crew rotation and resupply. |
| 198 | 肯·鲍尔索克斯 (4) 斯科特·赫罗威兹 (2) 马克·C·李 (4) 斯蒂芬·霍利 (4) 格里高利·哈巴 (4) 史蒂文·史密斯 (2) 约瑟夫·坦纳 (2)                | 1997年2月11日 STS-82, 發現號太空梭        | 1997年2月11日 STS-82, 發現號太空梭        | 1997年2月21日 STS-82, 發現號太空梭        | 1997年2月21日 STS-82, 發現號太空梭        | 哈勃空间望远镜 servicing mission. |
| 199 | 詹姆斯·海塞尔 (3) 苏珊·基尔兰 (1) 简妮丝·沃斯 (3) 唐纳德·托马斯 (3) 迈克尔·格恩哈特 (2) 罗杰·K·克劳奇 (1) 格雷戈里·T·林特里斯 (1)      | 1997年4月4日 STS-83, 哥倫比亞號太空梭     | 1997年4月4日 STS-83, 哥倫比亞號太空梭     | 1997年4月8日 STS-83, 哥倫比亞號太空梭     | 1997年4月8日 STS-83, 哥倫比亞號太空梭     | Microgravity experiments. Mission cut short due to fuel cell problems. |
| 200 | 查尔斯·普勒科特 (3) 艾琳·科林斯 (2) 让-弗朗索瓦·克莱瓦 (2) 卡洛斯·诺列加 (1) 盧傑 (1) 叶莲娜·孔达科娃 (2)                              | 1997年5月15日 STS-84, 亞特蘭提斯號太空梭  | 和平号空间站                              | 和平号空间站                              | 1997年5月24日 STS-84, 亞特蘭提斯號太空梭  | Mir crew rotation and resupply. First joint US-Russian space walk. |
| 200 | 迈克尔·福奥勒 (4) | 1997年5月15日 STS-84, 亞特蘭提斯號太空梭  | 和平号空间站                              | 和平号空间站                              | 1997年10月6日 STS-86, 亞特蘭提斯號太空梭  | Mir crew rotation and resupply. First joint US-Russian space walk. |
| 201 | 詹姆斯·海塞尔 (4) 苏珊·基尔兰 (2) 简妮丝·沃斯 (4) 唐纳德·托马斯 (4) 迈克尔·格恩哈特 (3) 罗杰·K·克劳奇 (2) 格雷戈里·T·林特里斯 (2)      | 1997年7月1日 STS-94, 哥倫比亞號太空梭     | 1997年7月1日 STS-94, 哥倫比亞號太空梭     | 1997年7月17日 STS-94, 哥倫比亞號太空梭    | 1997年7月17日 STS-94, 哥倫比亞號太空梭    | Microgravity experiments. Reflight of curtailed STS-83 mission. |
| 202 | 阿纳托利·索洛维约夫 (5) 帕维尔·维诺格拉多夫 (1)                                                                                        | 1997年8月6日 联盟TM-26                    | 和平号空间站                              | 和平号空间站                              | 1998年2月19日 联盟TM-26                   | Mir repair. |
| 203 | 柯提斯·布朗 (4) 肯特·罗明杰 (3) 贾恩·戴维斯 (3) 罗伯特·科宾 (1) 史蒂芬·罗宾逊 (1) 比雅尼·特里格瓦森                                    | 1997年8月7日 STS-85, 發現號太空梭         | 1997年8月7日 STS-85, 發現號太空梭         | 1997年8月19日 STS-85, 發現號太空梭        | 1997年8月19日 STS-85, 發現號太空梭        | Atmospheric research. |
| 204 | 吉姆·韦瑟比 (4) 迈克尔·布卢姆菲尔德 (1) 弗拉基米尔·格奥尔基耶维奇·季托夫 (4) 斯科特·帕拉津斯基 (2) 让-卢·克雷蒂安 (3) 威迪·劳伦斯 (2)  | 1997年9月25日 STS-86, 亞特蘭提斯號太空梭  | 和平号空间站                              | 和平号空间站                              | 1997年10月6日 STS-86, 亞特蘭提斯號太空梭  | Mir crew rotation and resupply. |
| 204 | 大卫·沃夫 (2) | 1997年9月25日 STS-86, 亞特蘭提斯號太空梭  | 和平号空间站                              | 和平号空间站                              | 1998年1月31日 STS-89, 奮進號太空梭        | Mir crew rotation and resupply. |
| 205 | 凯文·克雷格尔 (3) 史蒂夫·林赛 (1) 温斯顿·斯科特 (2) 卡尔帕娜·乔拉 (1) 土井隆雄 (1) 列昂尼德·卡丹努克                                   | 1997年11月19日 STS-87, 哥倫比亞號太空梭   | 1997年11月19日 STS-87, 哥倫比亞號太空梭   | 1997年12月5日 STS-87, 哥倫比亞號太空梭    | 1997年12月5日 STS-87, 哥倫比亞號太空梭    | Miscellaneous scientific experiments. First Japanese 舱外活动 (Doi). First Ukrainian in space (Kadenyuk).                                                                                                 |
| 206 | 泰伦斯·威尔卡特 (3) 小乔·F·爱德华兹 波妮·唐巴尔 (5) 迈克尔·安德森 (1) 詹姆斯·莱利 (1) 萨利占·沙里波夫 (1)                              | 1998年1月22日 STS-89, 奮進號太空梭        | 和平号空间站                              | 和平号空间站                              | 1998年1月31日 STS-89, 奮進號太空梭        | Mir crew rotation and resupply. |
| 206 | 安德鲁·托马斯 (2) | 1998年1月22日 STS-89, 奮進號太空梭        | 和平号空间站                              | 和平号空间站                              | 1998年6月12日 STS-91, 發現號太空梭        | Mir crew rotation and resupply. |
| 207 | 利奥波德·埃亚尔茨 (1) | 1998年1月29日 联盟TM-27                   | 和平号空间站                              | 和平号空间站                              | 1998年2月19日 联盟TM-26                   | 和平號太空站機組人員輪換。 |
| 207 | 塔尔加特·穆萨巴耶夫 (2) 尼古拉·布达林 (2)                                                                                              | 1998年1月29日 联盟TM-27                   | 和平号空间站                              | 和平号空间站                              | 1998年8月25日 联盟TM-27                   | 和平號太空站機組人員輪換。 |
| 208 | 理查德·塞福斯 (3) 史葛·阿特曼 (1) 理查德·林奈 (2) 戴维兹·威廉斯 (1) 凯瑟琳·哈娅 (1) 杰伊·C·巴基 詹姆斯·A·帕瓦尔奇克                    | 1998年4月17日 STS-90, 哥倫比亞號太空梭    | 1998年4月17日 STS-90, 哥倫比亞號太空梭    | 1998年5月3日 STS-90, 哥倫比亞號太空梭     | 1998年5月3日 STS-90, 哥倫比亞號太空梭     | Neuroscience research. Final 太空實驗室 mission. |
| 209 | 查尔斯·普勒科特 (4) 多米尼克·普德维尔·格里 (1) 威迪·劳伦斯 (3) 張福林 (6) 珍妮特·卡万迪 (1) 瓦列里·留明 (4)                            | 1998年6月2日 STS-91, 發現號太空梭         | 和平号空间站                              | 和平号空间站                              | 1998年6月12日 STS-91, 發現號太空梭        | Final Shuttle-Mir docking. Mir crew rotation and resupply. Astrophysics research. |
| 210 | 尤里·米哈伊洛维奇·巴图林 (1) | 1998年8月15日 聯盟TM-28                   | 和平号空间站                              | 和平号空间站                              | 1998年8月25日 联盟TM-27                   | 和平號太空站機組人員輪換。 |
| 210 | 根纳季·帕达尔卡 (1) | 1998年8月15日 聯盟TM-28                   | 和平号空间站                              | 和平号空间站                              | 1999年2月28日 聯盟TM-28                   | 和平號太空站機組人員輪換。 |
| 210 | 谢尔盖·阿夫杰耶夫 (3) | 1998年8月15日 聯盟TM-28                   | 和平号空间站                              | 和平号空间站                              | 1999年8月28日 联盟TM-29                   | 和平號太空站機組人員輪換。 |
| 211 | 柯提斯·布朗 (5) 史蒂夫·林赛 (2) 斯科特·帕拉津斯基 (3) 史蒂芬·罗宾逊 (2) 佩德罗·杜克 (1) 向井千秋 (2) 约翰·格伦 (2)                     | 1998年10月29日 STS-95, 發現號太空梭       | 1998年10月29日 STS-95, 發現號太空梭       | 1998年11月7日 STS-95, 發現號太空梭        | 1998年11月7日 STS-95, 發現號太空梭        | Miscellaneous scientific experiments. First Spaniard in space (Duque). Veteran 约翰·格伦 returned to space aged 77.                                                                                       |
| 212 | 罗伯特·卡巴纳 (4) 弗雷德里克·斯托考 (1) 南希·柯里 (3) 杰瑞·罗斯 (6) 詹姆斯·纽曼 (3) 谢尔盖·康斯坦丁诺维奇·克里卡廖夫 (4)               | 1998年12月4日 STS-88, 奮進號太空梭        | 国际空间站                                | 国际空间站                                | 1998年12月15日 STS-88, 奮進號太空梭       | First 国际空间站 construction mission. Delivery of 团结号节点舱. |
| 213 | 伊万·贝拉 | 1999年2月20日 联盟TM-29                   | 和平号空间站                              | 和平号空间站                              | 1999年2月28日 聯盟TM-28                   | 和平號太空站機組人員輪換。 First Slovak in space (Bella). |
| 213 | 维克托·米哈伊洛维奇·阿法纳西耶夫 (3) 讓-皮埃爾·艾涅爾 (2)                                                                              | 1999年2月20日 联盟TM-29                   | 和平号空间站                              | 和平号空间站                              | 1999年8月28日 联盟TM-29                   | 和平號太空站機組人員輪換。 First Slovak in space (Bella). |
| 214 | 肯特·罗明杰 (4) 里克·赫斯本德 (1) 艾伦·奥乔亚 (3) 塔玛拉·J·杰尼根 (5) 丹尼尔·T·巴里 (2) 朱莉·帕耶特 (1) 瓦列里·托卡列夫 (1)            | 1999年5月27日 STS-96, 發現號太空梭        | 国际空间站                                | 国际空间站                                | 1999年6月6日 STS-96, 發現號太空梭         | Second ISS flight. 国际空间站 assembly and resupply. |
| 215 | 艾琳·科林斯 (3) 杰弗里·阿什比 (1) 斯蒂芬·霍利 (5) 凯瑟琳·科尔曼 (2) 米歇尔·托尼尼 (2)                                                  | 1999年7月23日 STS-93, 哥倫比亞號太空梭    | 1999年7月23日 STS-93, 哥倫比亞號太空梭    | 1999年7月27日 STS-93, 哥倫比亞號太空梭    | 1999年7月27日 STS-93, 哥倫比亞號太空梭    | Deployment of 钱德拉X射线天文台. First female Shuttle Commander (Collins). |
| 216 | 柯提斯·布朗 (6) 史考特·凱利 (1) 史蒂文·史密斯 (3) 迈克尔·福奥勒 (5) 约翰·格伦斯菲尔德 (3) 克劳德·尼科里埃尔 (4) 让-弗朗索瓦·克莱瓦 (3) | 1999年12月19日 STS-103, 發現號太空梭      | 1999年12月19日 STS-103, 發現號太空梭      | 1999年12月27日 STS-103, 發現號太空梭      | 1999年12月27日 STS-103, 發現號太空梭      | 哈勃空间望远镜 servicing. |
| 217 | 凯文·克雷格尔 (4) 多米尼克·普德维尔·格里 (2) 珍妮特·卡万迪 (2) 简妮丝·沃斯 (5) 毛利衛 (2) 格哈德·蒂勒                                  | 2000年2月11日 STS-99, 奮進號太空梭        | 2000年2月11日 STS-99, 奮進號太空梭        | 2000年2月22日 STS-99, 奮進號太空梭        | 2000年2月22日 STS-99, 奮進號太空梭        | Radar topographic mapping of Earth's surface. |
| 218 | 谢尔盖·扎廖京 (1) 亚历山大·卡列里 (3)                                                                                                  | 2000年4月4日 联盟TM-30                    | 和平号空间站                              | 和平号空间站                              | 2000年6月16日 联盟TM-30                   | Mir repairs. 39th and final Mir mission. |
| 219 | 詹姆斯·海塞尔 (5) 斯科特·赫罗威兹 (3) 玛丽·韦伯 (2) 杰弗里·威廉姆斯 (1) 詹姆斯·沃斯 (4) 蘇珊·珍·赫爾姆斯 (4) 尤里·乌萨切夫 (3)         | 2000年5月19日 STS-101, 亞特蘭提斯號太空梭 | 国际空间站                                | 国际空间站                                | 2000年5月29日 STS-101, 亞特蘭提斯號太空梭 | ISS construction and supply. |
| 220 | 泰伦斯·威尔卡特 (4) 史葛·阿特曼 (2) 丹尼尔·伯班克 (1) 盧傑 (2) 理查德·马斯特拉基奥 (1) 尤里·马连琴科 (2) 鲍里斯·莫鲁科夫               | 2000年9月8日 STS-106, 亞特蘭提斯號太空梭  | 国际空间站                                | 国际空间站                                | 2000年9月19日 STS-106, 亞特蘭提斯號太空梭 | ISS supply. Preparation for first long-term crew. |
| 221 | 布莱恩·达菲 (4) 帕梅拉·梅尔罗伊 (1) 若田光一 (2) 焦立中 (3) 彼得·维索夫 (4) 迈克尔·洛佩斯·阿莱格里亚 (2) 威廉·麦克阿瑟 (3)             | 2000年10月11日 STS-92, 發現號太空梭       | 国际空间站                                | 国际空间站                                | 2000年10月24日 STS-92, 發現號太空梭       | ISS construction and outfitting. 100th Space Shuttle mission. |
| 222 | 尤里·吉德津科 (2) 谢尔盖·康斯坦丁诺维奇·克里卡廖夫 (5) 威廉·薛佛 (4)                                                                   | 2000年10月31日 联盟TM-31                  | 国际空间站 (遠征1)                        | 国际空间站 (遠征1)                        | 2001年3月21日 STS-102, 發現號太空梭       | First ISS Expedition Crew. |
| 223 | 小布伦特·杰特 (3) 迈克尔·布卢姆菲尔德 (2) 约瑟夫·坦纳 (3) 馬克·加諾 (3) 卡洛斯·诺列加 (2)                                              | 2000年11月30日 STS-97, 奮進號太空梭       | 国际空间站                                | 国际空间站                                | 2000年12月11日 STS-97, 奮進號太空梭       | ISS construction and supply. Delivery of the first set of solar arrays and batteries. |